# Collada de Santa Eulàlia la Vella
La Collada de Santa Eulàlia la Vella és una collada situada a 1.392,1 metres d'altitud en el terme municipal de Conca de Dalt (antic terme de Toralla i Serradell), al Pallars Jussà, en territori del poble de Serradell.
Es troba a prop i al sud-oest del Turó de Santa Eulàlia la Vella, al capdamunt del barranc dels Forats. Hi passava el camí de muntanya que des de Serradell s'adreçava a Espluga de Serra per la Pleta Verda. És al nord del Tossal de Perestau i a ponent del Turó del Migdia.